# Studio 666
Pour plus de détails, voir Fiche technique et Distribution.
Studio 666 est un film américain réalisé par BJ McDonnell, sorti en 2022. Scénarisé par Dave Grohl, il met en scène les Foo Fighters.

## Synopsis
En 2019, les Foo Fighters emménage dans un manoir d'Encino pour enregistrer leur dixième album. Mais le manoir est hanté.

## Fiche technique
- Titre : Studio 666
- Réalisation : BJ McDonnell
- Scénario : Dave Grohl, Jeff Buhler et Rebecca Hughes
- Musique : Roy Mayorga
- Photographie : Michael Dallatorre et Eric Leach
- Montage : Byron Wong
- Production : John Ramsay et James A. Rota
- Société de production : Roswell Films, Therapy Studios et Therapy Studios
- Société de distribution : Open Road Films (États-Unis)
- Pays :  États-Unis
- Genre : Comédie horrifique et fantastique
- Durée : 106 minutes
- Dates de sortie : 
  -  États-Unis : 25 février 2022
  -  France : 16 mai 2022 (VOD)

## Distribution
- Dave Grohl : Nate Mendel
- Nate Mendel : Pat Smear
- Pat Smear : Taylor Hawkins
- Taylor Hawkins : Rami Jaffee
- Rami Jaffee : Chris Shiflett
- Chris Shiflett : Whitney Cummings
- Whitney Cummings : Samantha
- Jeff Garlin : Jeremy Shill
- Leslie Grossman : Barb Weems
- Jenna Ortega : Skye Willow
- Kerry King : Krug
- Will Forte : Delivery Guy
- Jason Trost : Tech
- Mike Escamilla : Paramedic
- Lionel Richie : lui-même
- John Carpenter : l'ingénieur

## Accueil
Le film a reçu un accueil mitigé de la critique. Il obtient un score moyen de 50 % sur Metacritic.